# Säken Schassusaqow

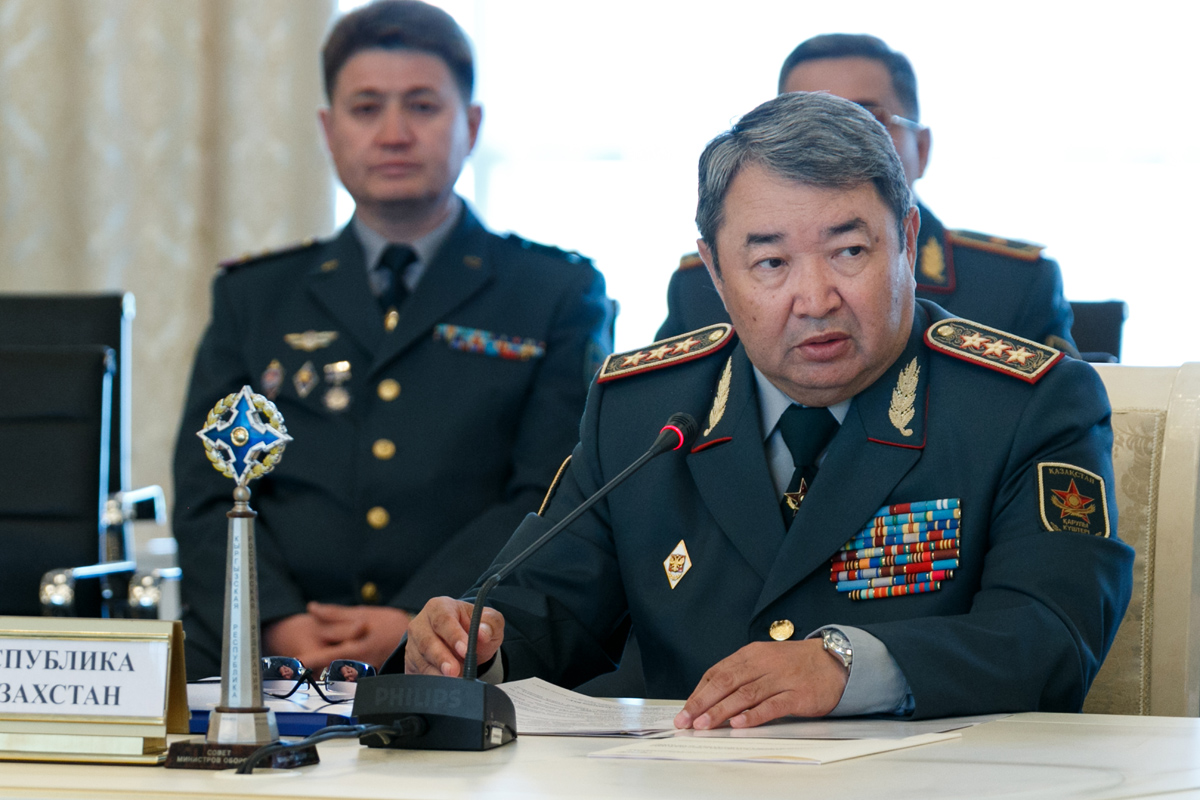
Säken Schassusaqow

Säken Ädilchanuly Schassusaqow (kasachisch Сәкен Әділханұлы Жасұзақов Säken Ädılhanūly Jasūzaqov, russisch Сакен Адилханович Жасузаков; * 25. Oktober 1957 in Tschaldar, Kasachische SSR) ist ein kasachischer Generaloberst und Politiker.

## Leben
Säken Schassusaqow wurde 1957 im Dorf Tschaldar in Südkasachstan geboren. Er schloss 1978 die Höhere Schule für Militärführung in Alma-Ata ab. Von Oktober 1981 bis Oktober 1983 diente er in der sowjetischen Armee, wo er auch einen Einsatz im Sowjetisch-Afghanischen Krieg hatte. Von September 1987 bis Juni 1990 besuchte er die Frunse-Militärakademie in Moskau und ab Juni 1994 die Militärakademie des Generalstabes der Streitkräfte der Russischen Föderation.
Nach dem Abschluss der Militärakademie war er ab 1996 stellvertretender Stabschef der Kasachischen Streitkräfte. Von 2000 an leitete er die nachrichtendienstliche Abteilung im kasachischen Verteidigungsministerium und von 2002 bis 2003 war er Kommandant der mobilen Kräfte Kasachstans. Im September 2003 wurde er zum Generalstabschef und zum ersten stellvertretenden Befehlshaber der kasachischen Landstreitkräfte. Am 4. Dezember 2004 wurde er zum Kommandeur des östlichen Regionalkommandos ernannt. Am 17. April 2007 wurde er erster stellvertretender Vorsitzender des Ausschusses der Generalstabschefs der Streitkräfte Kasachstans. Seit dem 1. April 2009 war er Befehlshaber der kasachischen Landstreitkräfte und im März 2010 wurde er dann zum ersten stellvertretenden Verteidigungsminister des Landes und zum Vorsitzenden des Ausschusses der Generalstabschefs der Streitkräfte ernannt. Am 13. September 2016 wurde er vom kasachischen Präsidenten Nursultan Nasarbajew zum neuen kasachischen Verteidigungsminister ernannt. Er bekleidete diese Position bis zum 7. August 2018.
Nachdem er als Verteidigungsminister entlassen worden war, wurde er zum Rektor der Nationalen Verteidigungsuniversität ernannt. Nach den schweren Explosionen in Arys, die zum Tod von vier Menschen führten, wurde Schassusaqow am 7. August 2019 vom Kasachischen Präsidenten wegen nicht ordnungsgemäßer Erfüllung seiner Pflichten und schwerwiegender Versäumnisse bei der Gewährleistung der Sicherheit von Waffen und Munition in Munitionslagern aus der kasachischen Armee entlassen.

## Familie
Säken Schassusaqow ist verheiratet mit Gulnara Schassusaqowa. Die beiden haben zwei Söhne.

## Auszeichnungen
Auszeichnungen (Auswahl):
- Orden des Roten Sterns
- Orden „Für den Dienst am Vaterland in den Streitkräften der UdSSR“
- Medaille „70 Jahre Streitkräfte der UdSSR“